# Bement
Bement és una població dels Estats Units a l'estat d'Illinois. Segons el cens del tenia 1.784 habitants.

## Demografia
Segons el cens del 2000, Bement tenia 1.784 habitants, 687 habitatges, i 485 famílies. La densitat de població era de 850,4 habitants/km².
Dels 687 habitatges en un 31,7% hi vivien nens de menys de 18 anys, en un 58,5% hi vivien parelles casades, en un 8,7% dones solteres, i en un 29,4% no eren unitats familiars. En el 25,6% dels habitatges hi vivien persones soles el 12,1% de les quals corresponia a persones de 65 anys o més que vivien soles. El nombre mitjà de persones vivint en cada habitatge era de 2,48 i el nombre mitjà de persones que vivien en cada família era de 2,97.
Per edats la població es repartia de la següent manera: un 23,7% tenia menys de 18 anys, un 8,2% entre 18 i 24, un 29,1% entre 25 i 44, un 21,8% de 45 a 60 i un 17,2% 65 anys o més.
L'edat mediana era de 38 anys. Per cada 100 dones de 18 o més anys hi havia 91,8 homes.
La renda mediana per habitatge era de 40.163 $ i la renda mediana per família de 47.652 $. Els homes tenien una renda mediana de 30.641 $ mentre que les dones 21.944 $. La renda per capita de la població era de 17.995 $. Aproximadament el 3,1% de les famílies i el 6,2% de la població estaven per davall del llindar de pobresa.

## Poblacions més properes
El següent diagrama mostra les poblacions més properes.